# Keurvorstelijk Paleis
Het Keurvorstelijk Paleis (Duits: Kurfürstliches Palais) is een paleis in de Duitse stad Trier. Van de 16e tot eind 18e eeuw was dit de residentie van de keurvorsten van het aartsbisdom en keurvorstendom Trier.

## Geschiedenis
Opgravingen toonden aan dat de bouwplaats van het paleis al in de Romeinse tijd bebouwd was. Uit de tijd van Constantijn de Grote is de voormalige troonzaal bewaard gebleven, tegenwoordig Basilica van Constantijn genoemd. Ook bleven enkele mozaïeken bewaard.
Vanaf de 11e eeuw gebruikten de aartsbisschoppen van Trier de deels gesloopte Basilica als versterkte burcht. In de 16e eeuw bouwde keurvorst Johan VII van Schönenberg hier een woonvleugel in renaissancestijl aan vast. Zijn opvolgers, Lothar van Metternich en Filip Christoffel van Sötern, bouwden het uit tot een renaissancekasteel, dat omstreeks 1650 was voltooid. Dit stond bekend als de Sint-Petrusburcht, naar de stadspatroon van Trier, Sint-Petrus. In diezelfde periode begon de bouw van de zogenaamde Bovenburcht (Oberschloss), maar dit project werd door de Dertigjarige Oorlog afgebroken. De keurvorsten resideerden daarna meestal in de vesting Ehrenbreitstein bij Koblenz, die veiliger werd geacht.
Onder keurvorst Johan IX van Walderdorff werd vanaf 1756 de zuidvleugel deels herbouwd in rococostijl, naar ontwerp van Johannes Seiz. Ook de baroktuinen werden in die tijd aangelegd met beelden van Ferdinand Tietz.
Na de onteigening van de keurvorsten door de Franse revolutionairen in 1794 werd het paleis gedurende de 19e en begin 20e eeuw door Franse en Pruisische troepen als kazerne gebruikt.
Midden 19e eeuw werd besloten de 4e-eeuwse Basilica van Constantijn te reconstrueren. Om die reden moest de westelijke vleugel van het paleis worden gesloopt, om op die plek de verdwenen delen van de basilica te kunnen herbouwen. Ook een deel van de zuidelijke vleugel werd afgebroken om de zuidelijke façade van de basilica weer enigszins zichtbaar te maken.
Tijdens de Tweede Wereldoorlog raakte het paleis zwaar beschadigd. Daaropvolgend werd de Nederburcht (Niederschloss) afgebroken, met uitzondering van de Rode Toren en het Petersburchtportaal. De Bovenburcht bleef behouden en werd gerestaureerd.
Tegenwoordig herbergt het paleis diverse overheidsorganen. De zuidvleugel heeft een representatieve functie. Delen van de noordvleugel zijn in gebruik door de Evangelisch-Lutherse kerkgemeente, die ook de aangrenzende Basilica gebruikt.

## Beschrijving

### Exterieur Bovenburcht
Het huidige paleis bestaat uit drie vleugels, gebouwd in een mengeling van stijlen: renaissance, barok en rococo. Door de 19e-eeuwse sloop van de meest westelijke traveeën van de zuidvleugel is deze niet langer symmetrisch. Alleen het middendeel met bordes is in rococostijl. Enigszins vervreemdend werkt de overgang tussen de strenge baksteenarchitectuur van de laat-Romeinse Basilica en de uitbundige barok- en rococoarchitectuur.

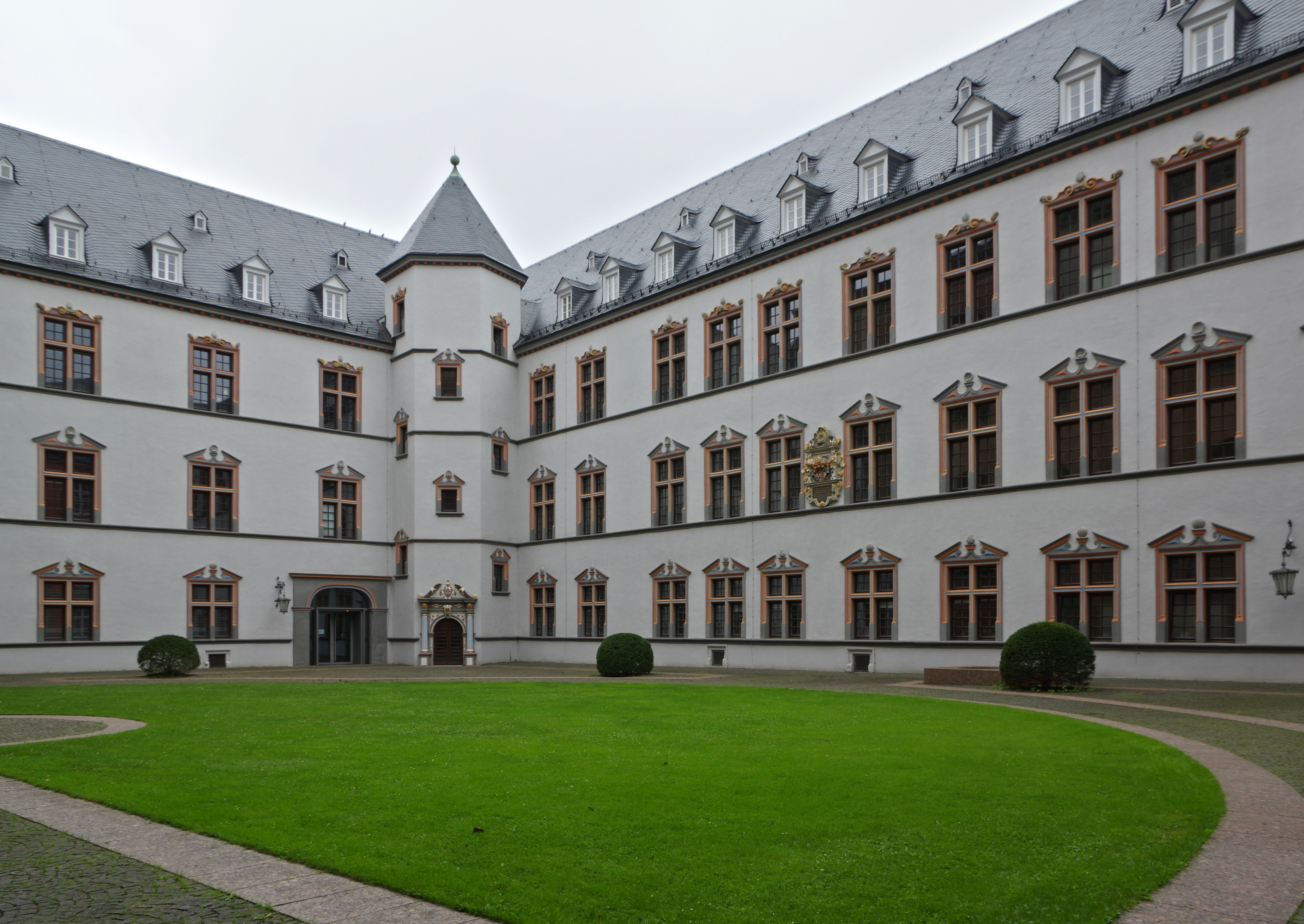
Noord- en oostvleugel, hofzijde
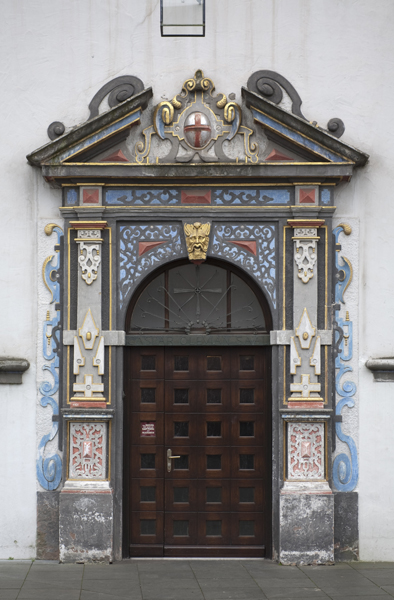
Noordvleugel, renaissancepoort
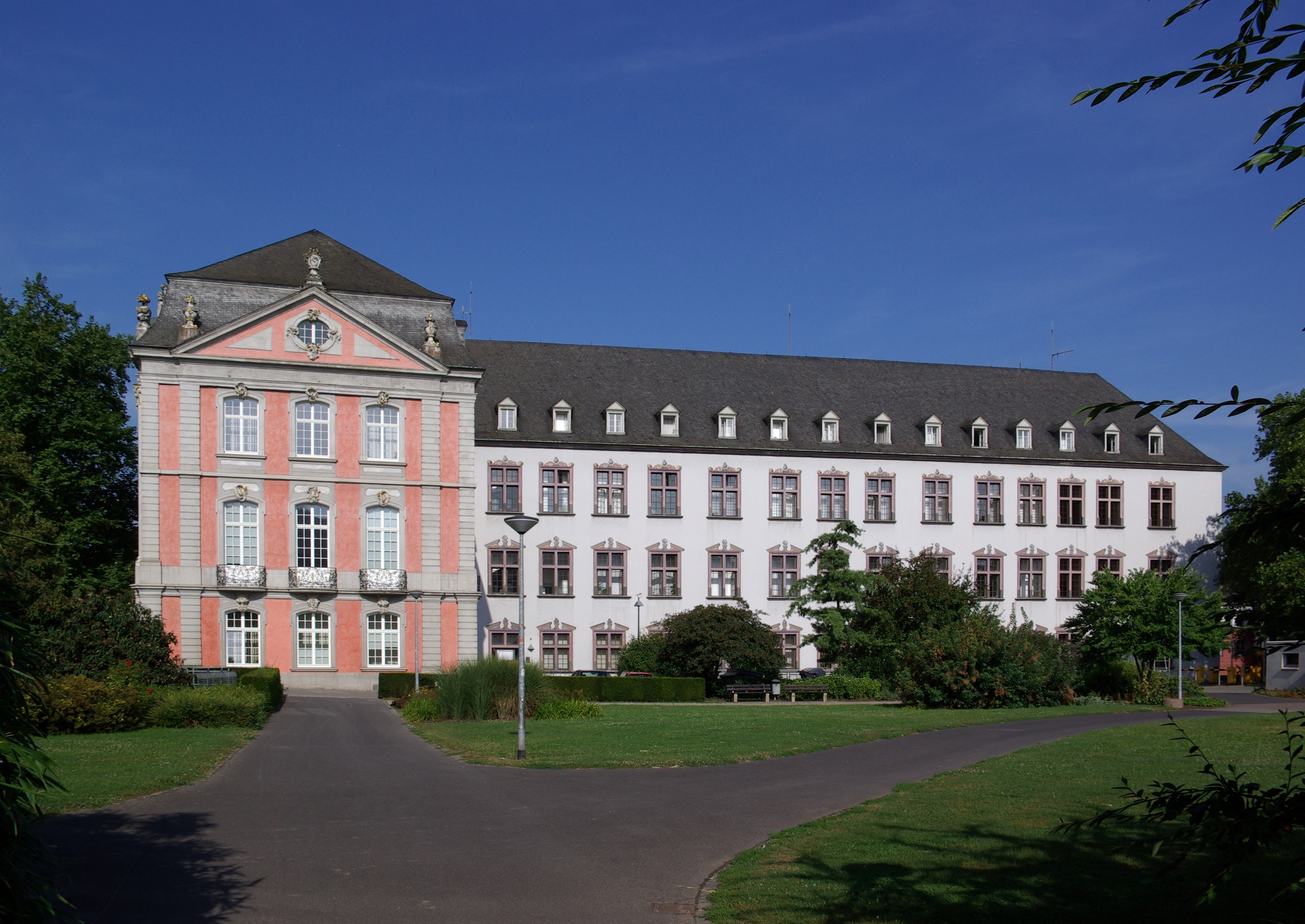
Oostvleugel met deel van zuidvleugel
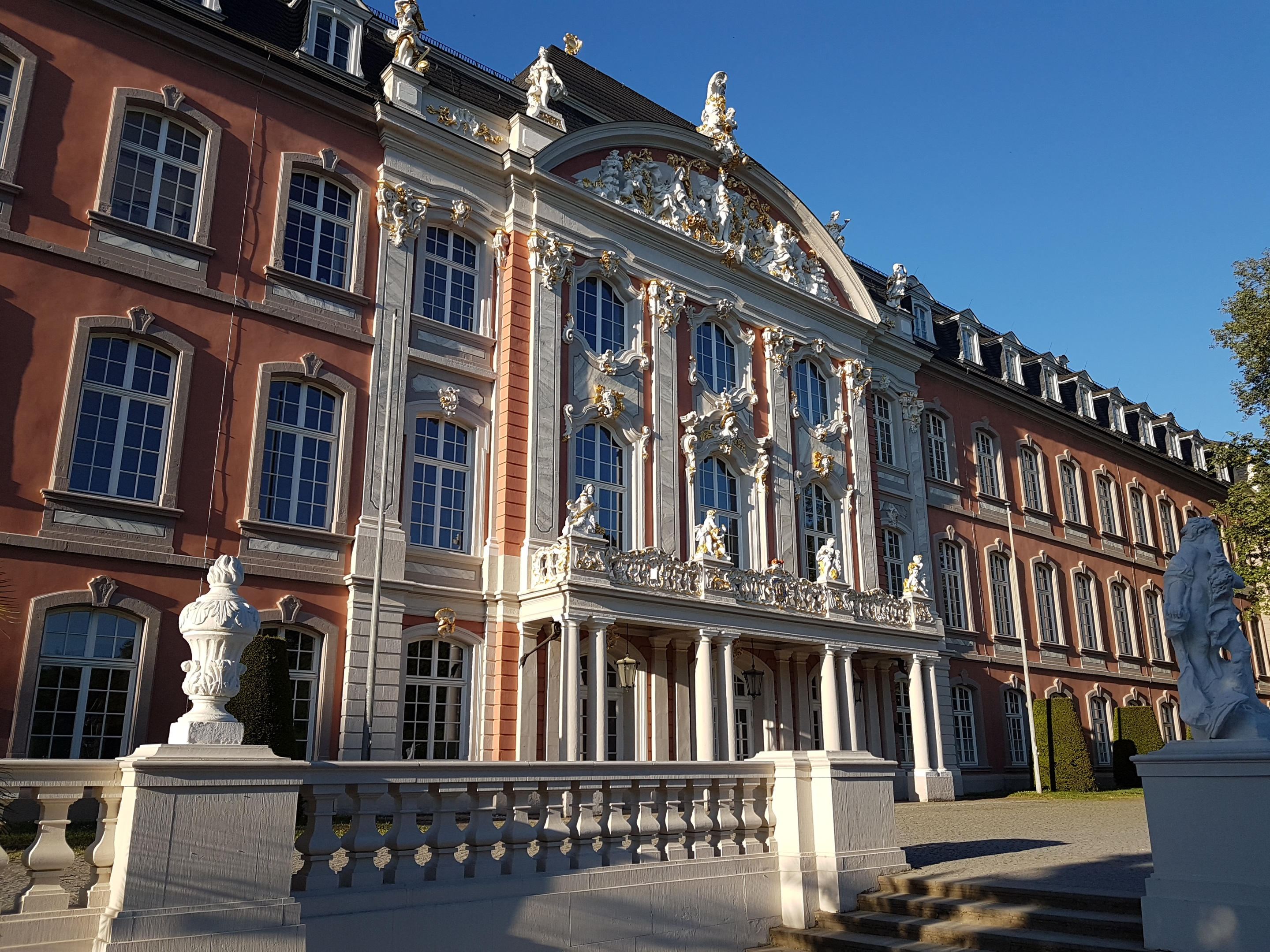
Zuidfaçade

### Exterieur Nederburcht
Van de Nederburcht zijn alleen de Rode Toren (Roter Turm) en het Petersburchtportaal (Petersburg-Portal) over. De toren kreeg pas in 1968 weer een dak en doet sedertdien dienst als klokkentoren van de Basilica. Waar tot 1944 de gebombardeerde en daarna afgebroken paleisvleugels stonden, is nu de Willy-Brandt-Platz, die onder andere met een "waterwijzerfontein" (Wasseruhrbrunnen) is ingericht.

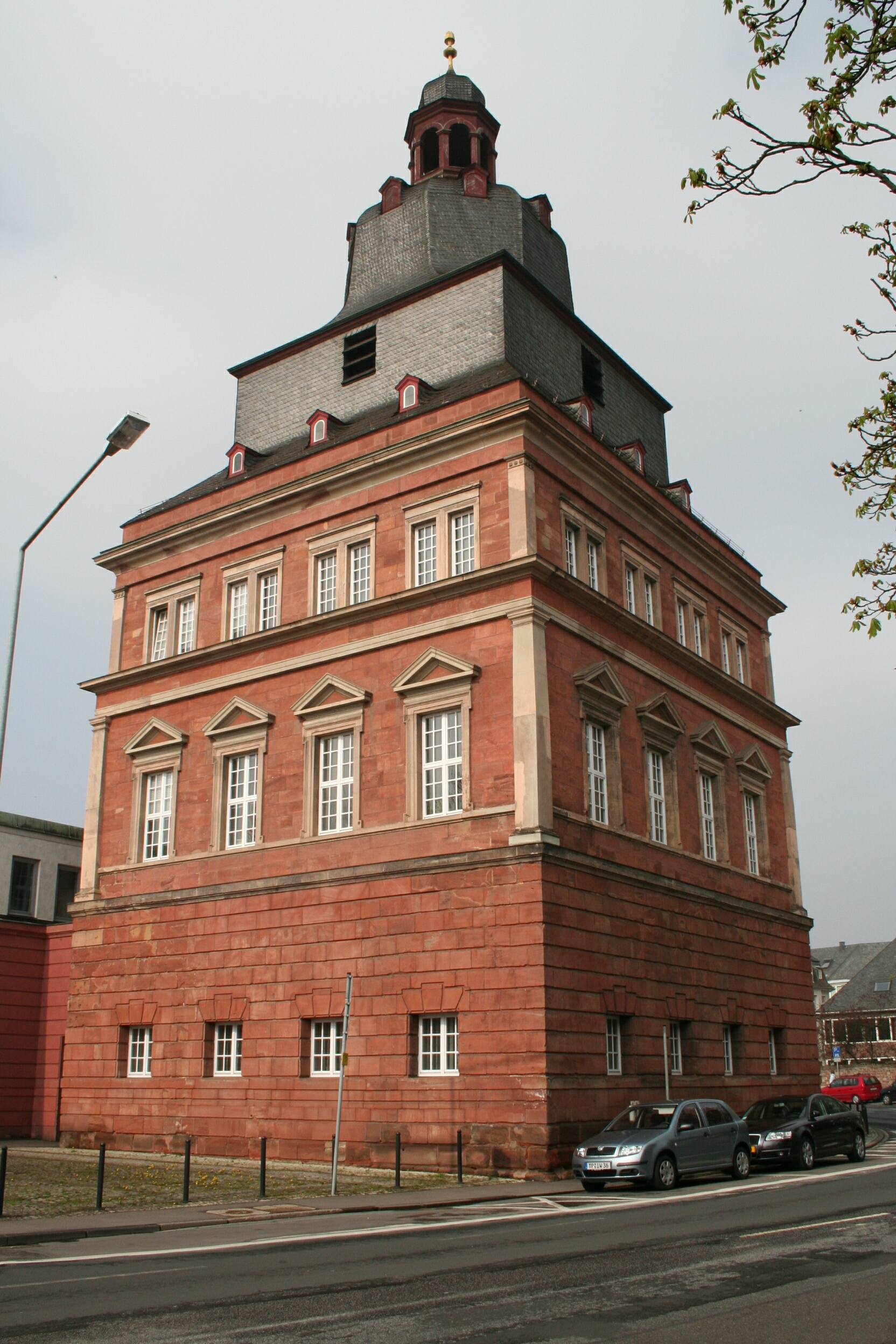
Rode Toren
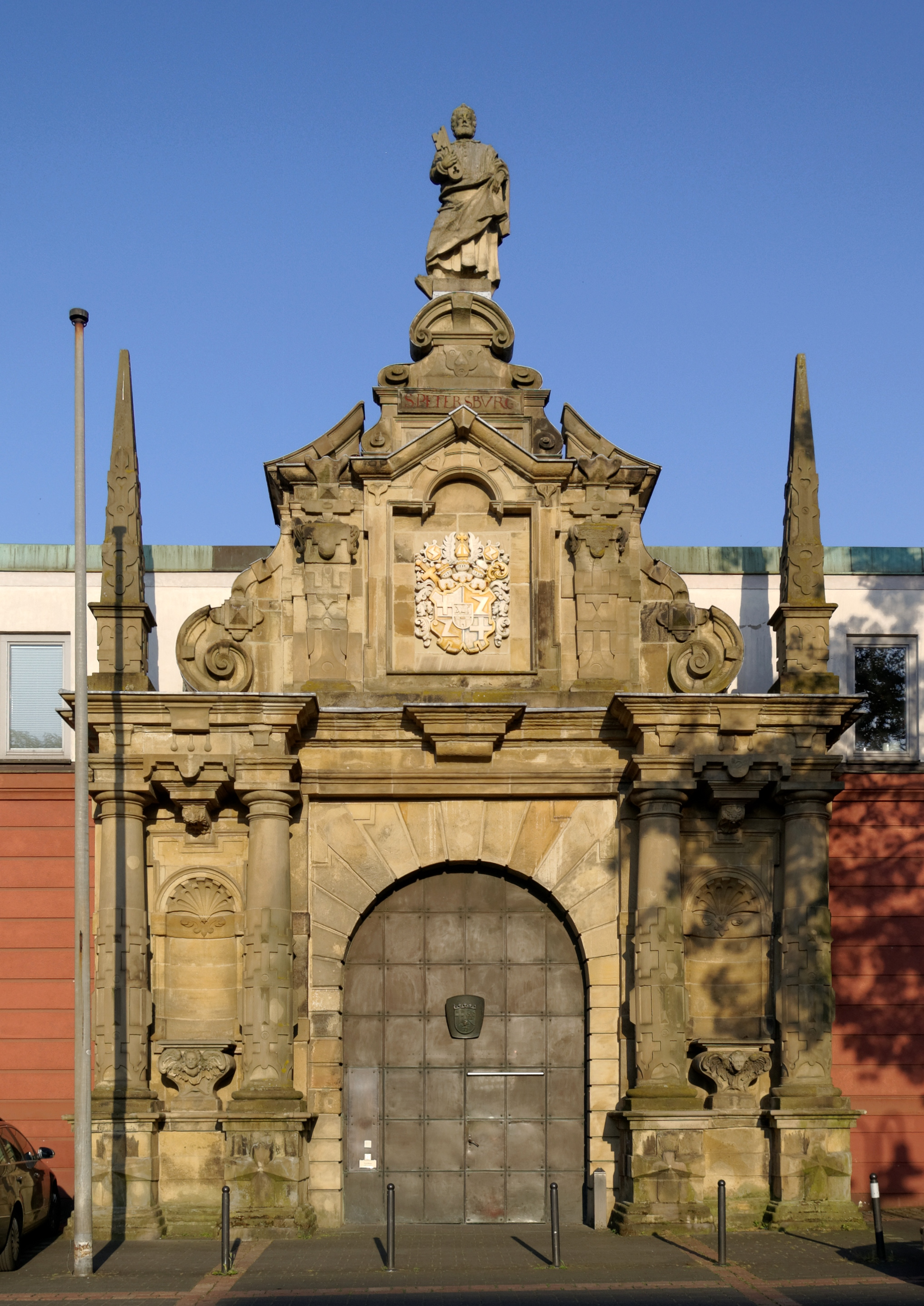
Petersburchtportaal
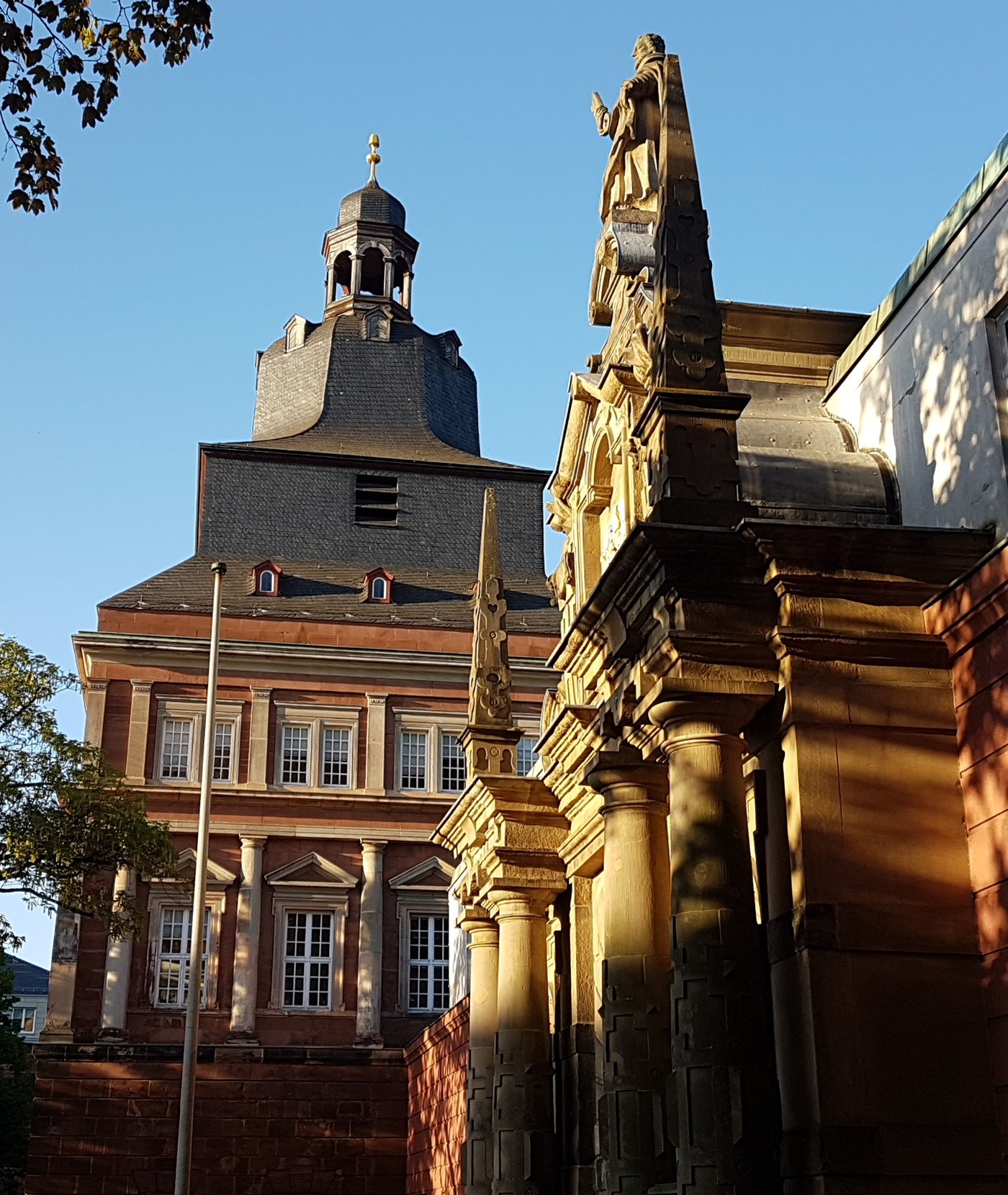
Detail toren en portaal
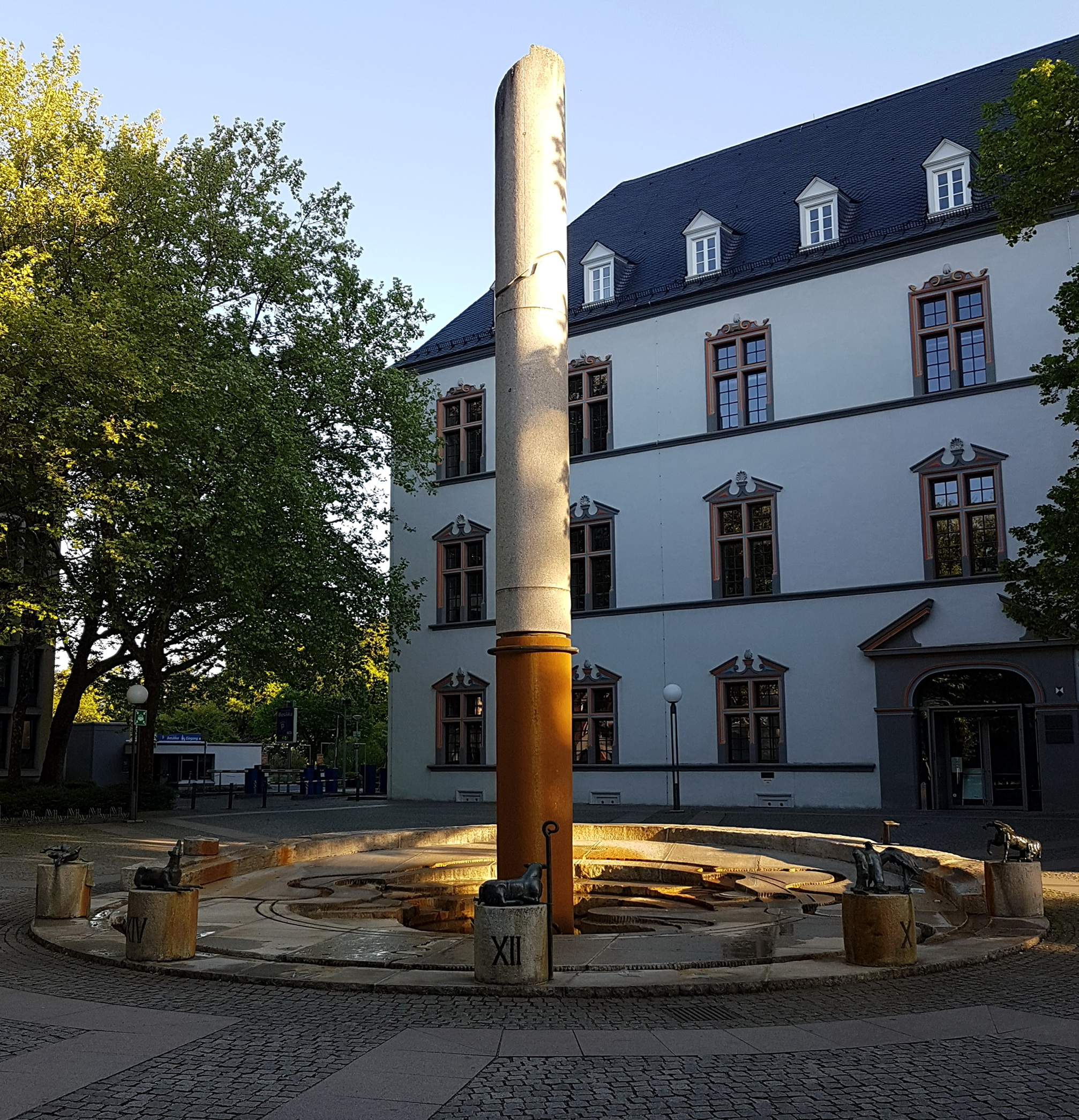
Willy-Brandt-Platz

### Interieur zuidvleugel
Het beroemde rococo-trappenhuis was in het midden van de 19e eeuw de reden dat de zuidvleugel niet geheel gesloopt werd voor de herbouw van de Basilica.

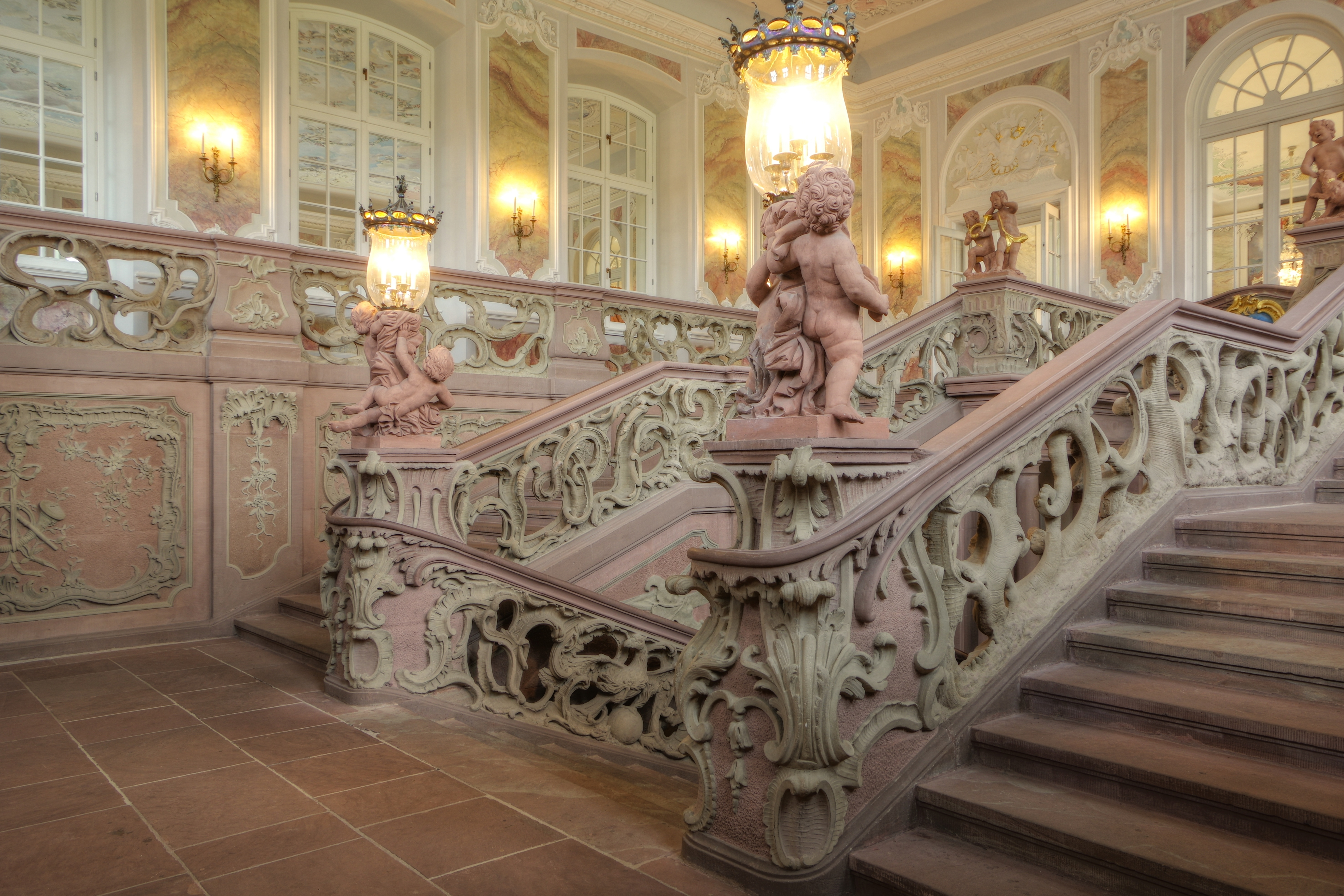
Trappenhuis
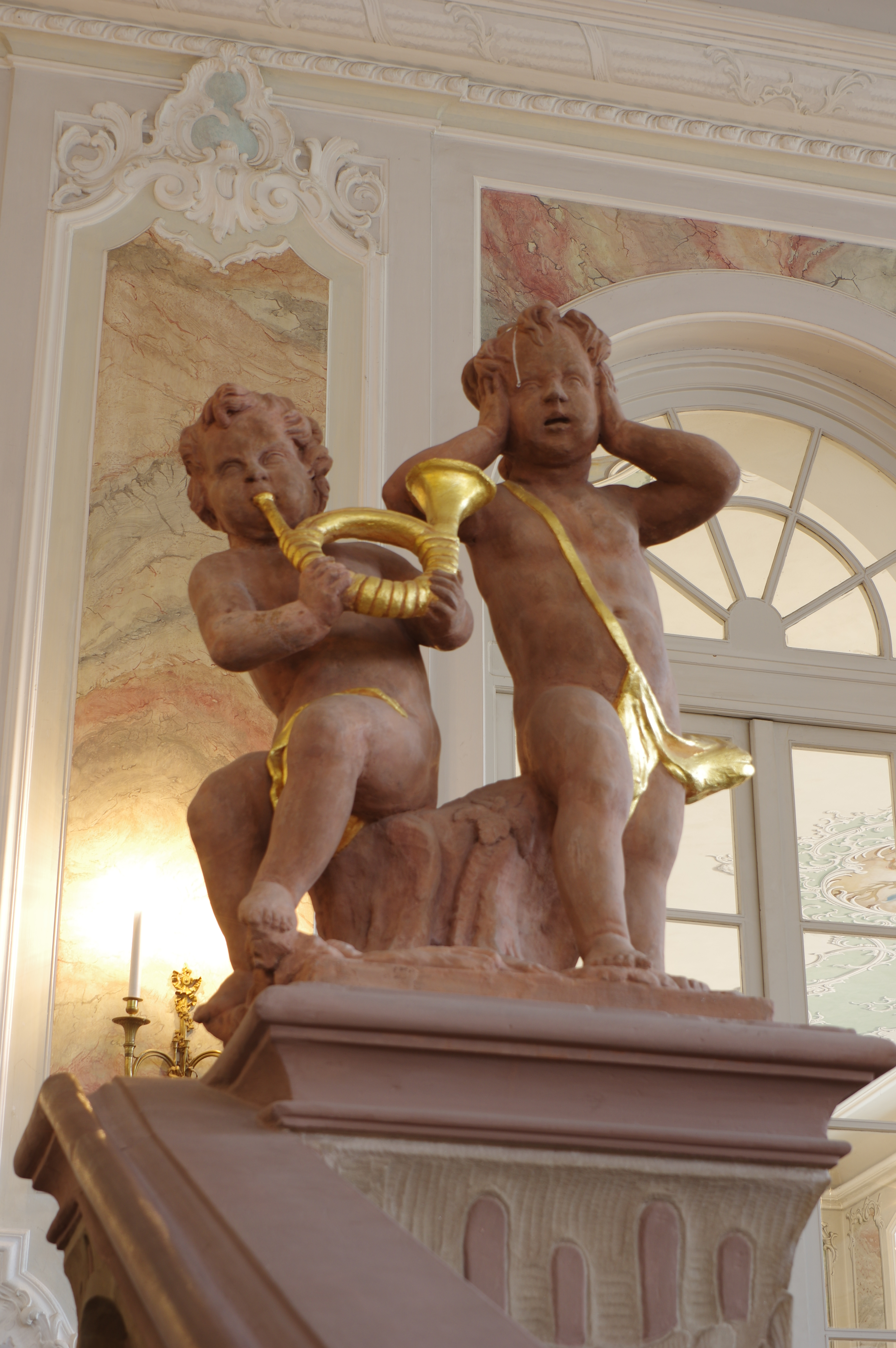
Detail trappenhuis
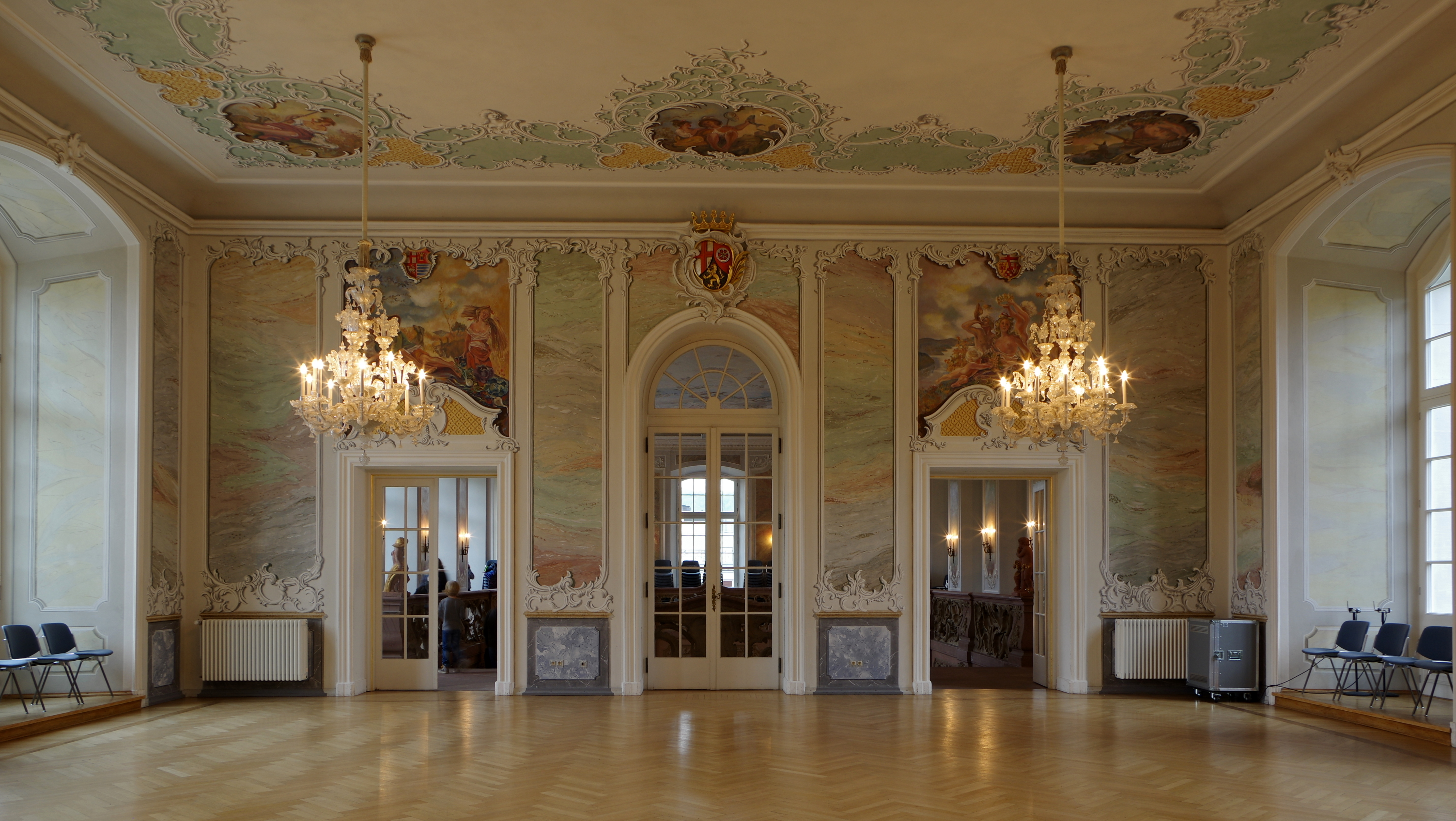
Ontvangstzaal
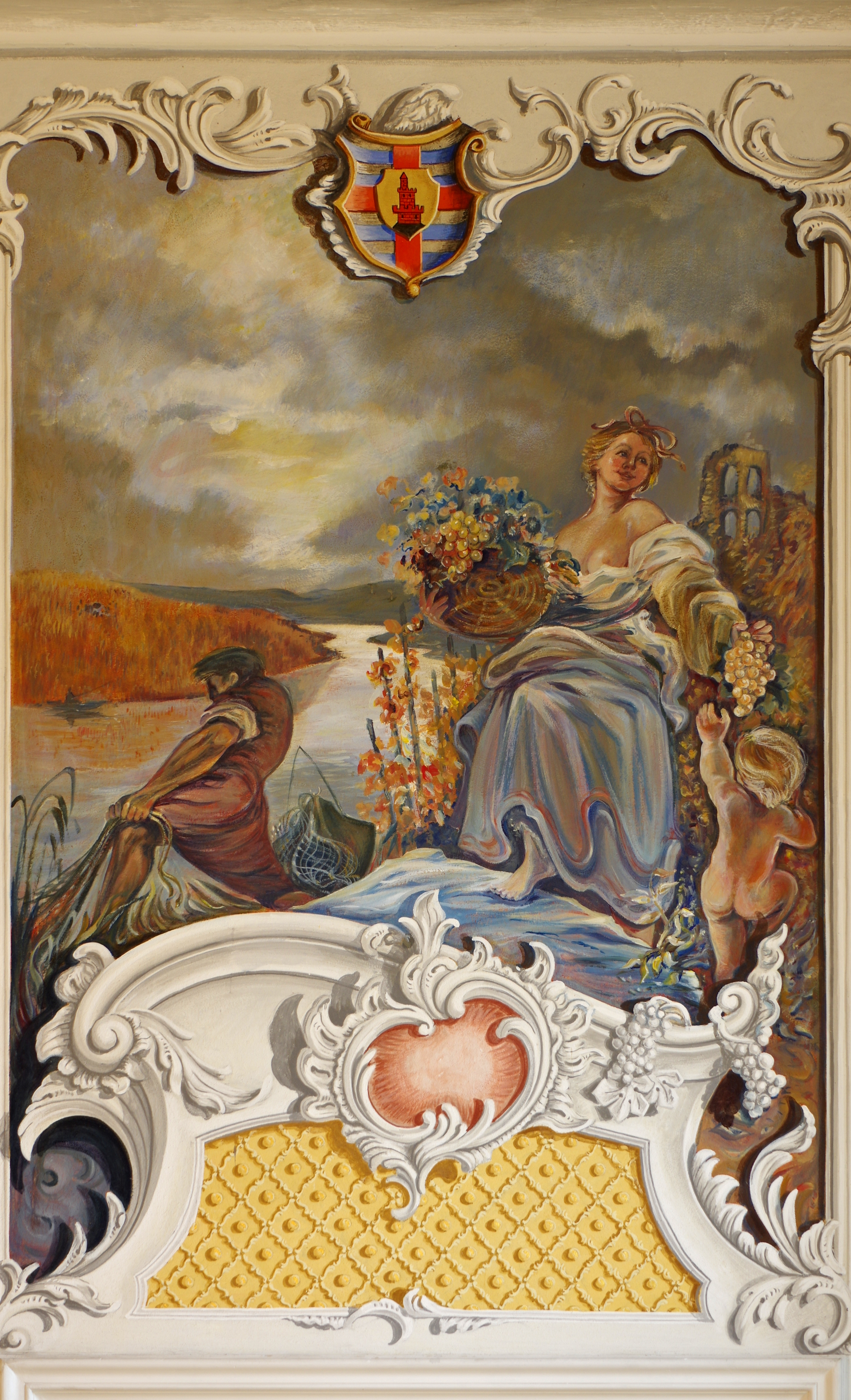
Detail ontvangstzaal

### Paleistuin
Toen Trier in 1794 door Franse troepen werd bezet, werd de paleistuin voor het publiek opengesteld. Daarna werd het gebied militair terrein, maar vanaf het begin van de 20e eeuw heeft het opnieuw een publieke functie als stadspark. Opvallend zijn de 18e-eeuwse tuinbeelden van Ferdinand Tietz, die met hun frivoliteit in tegenspraak lijken met de oorspronkelijke functie van het bisschoppelijk paleis.

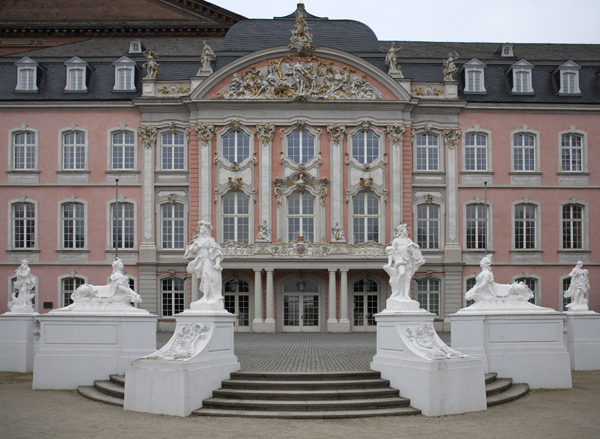
Bordestrap met sphinxen
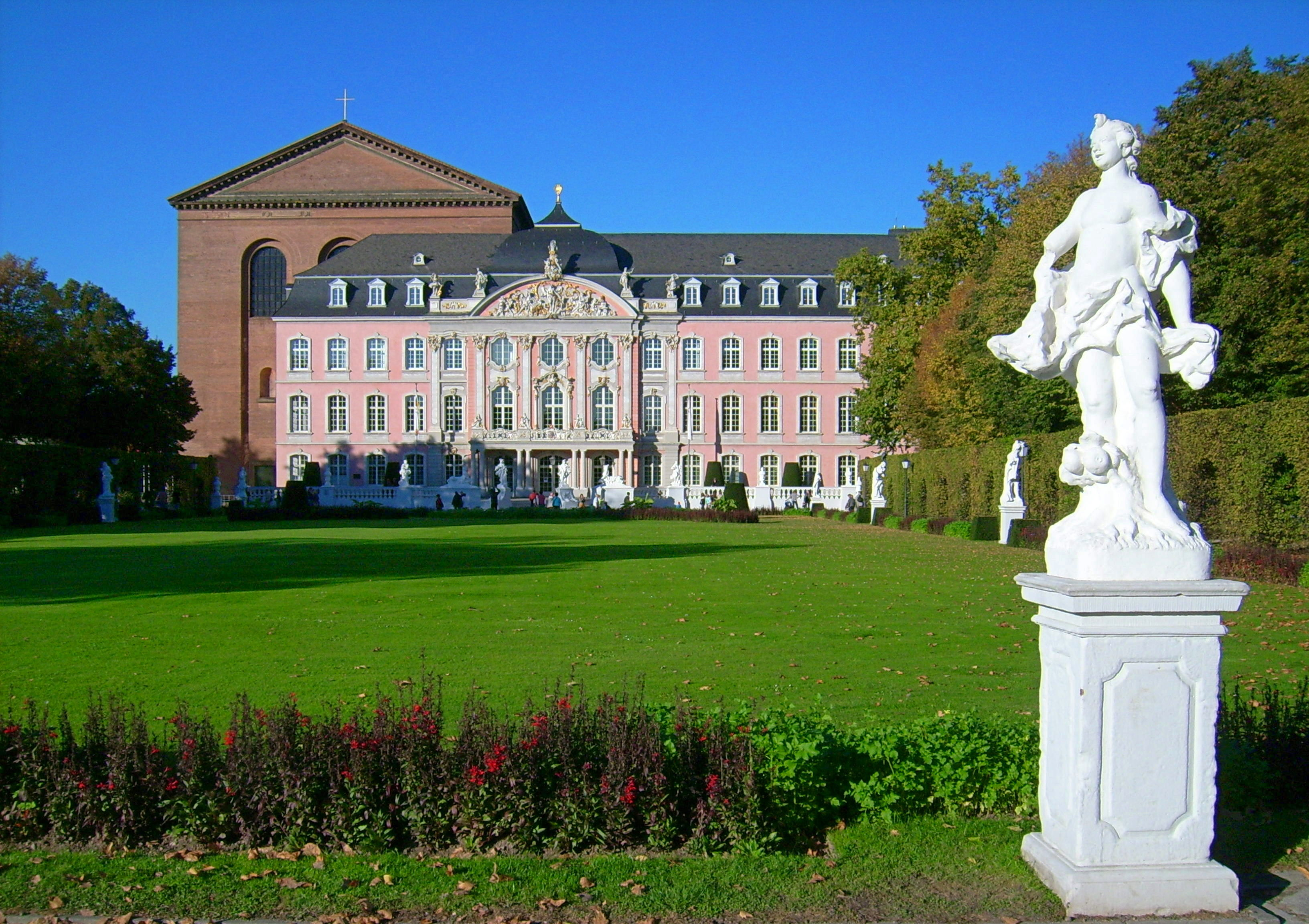
Tuinbeeld van Tietz
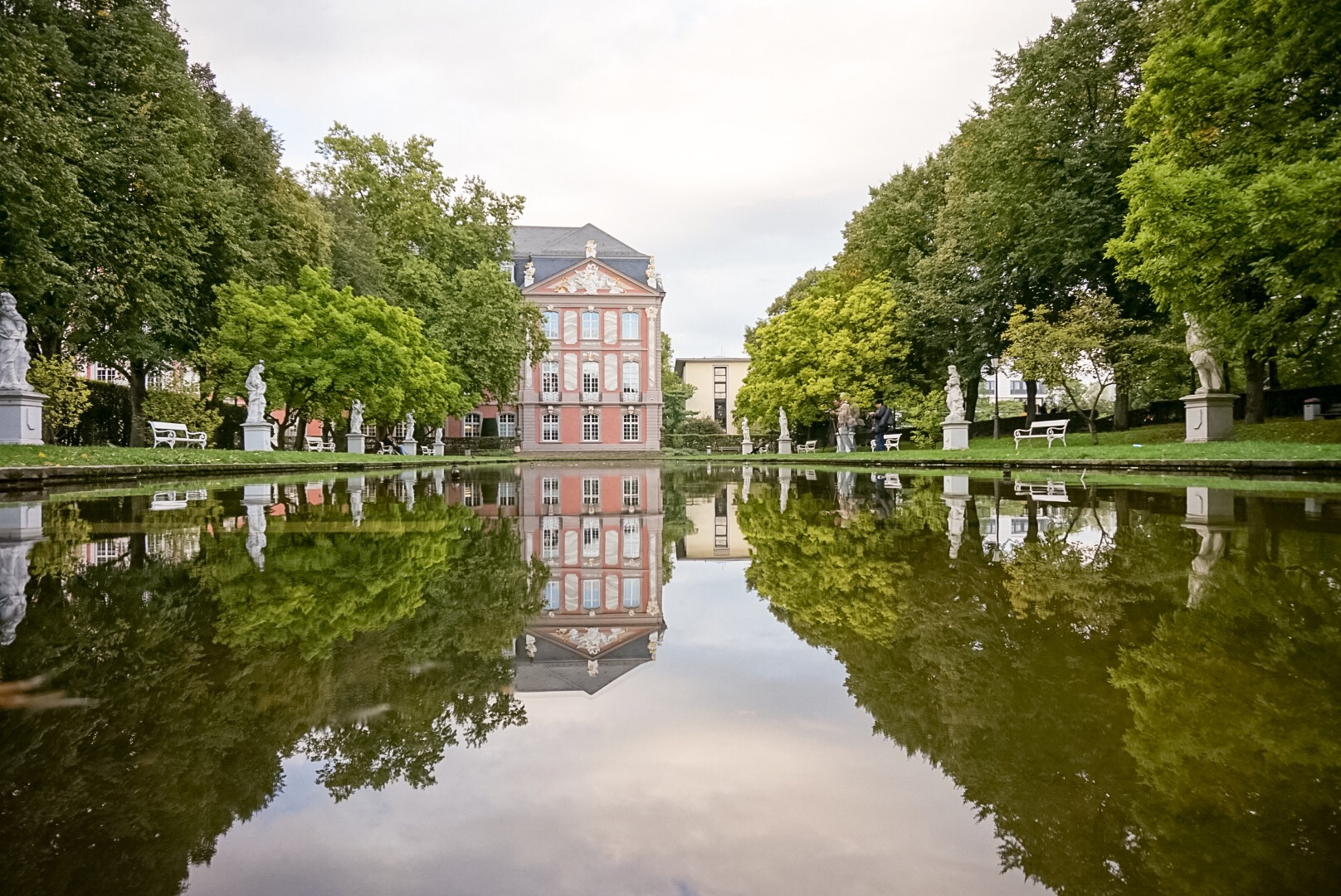
Grote vijver met beelden
- Waterfonteinen